# Munsö
Munsö es una localidad y anteriormente una isla en el municipio de Ekerö, Suecia. Debido al rebote isostático post-glacial, esta isla situada en el lago Mälaren está ahora conectado con la isla de Ekerö.
El pueblo tiene una iglesia redonda del siglo XII.

## Enlaces externos

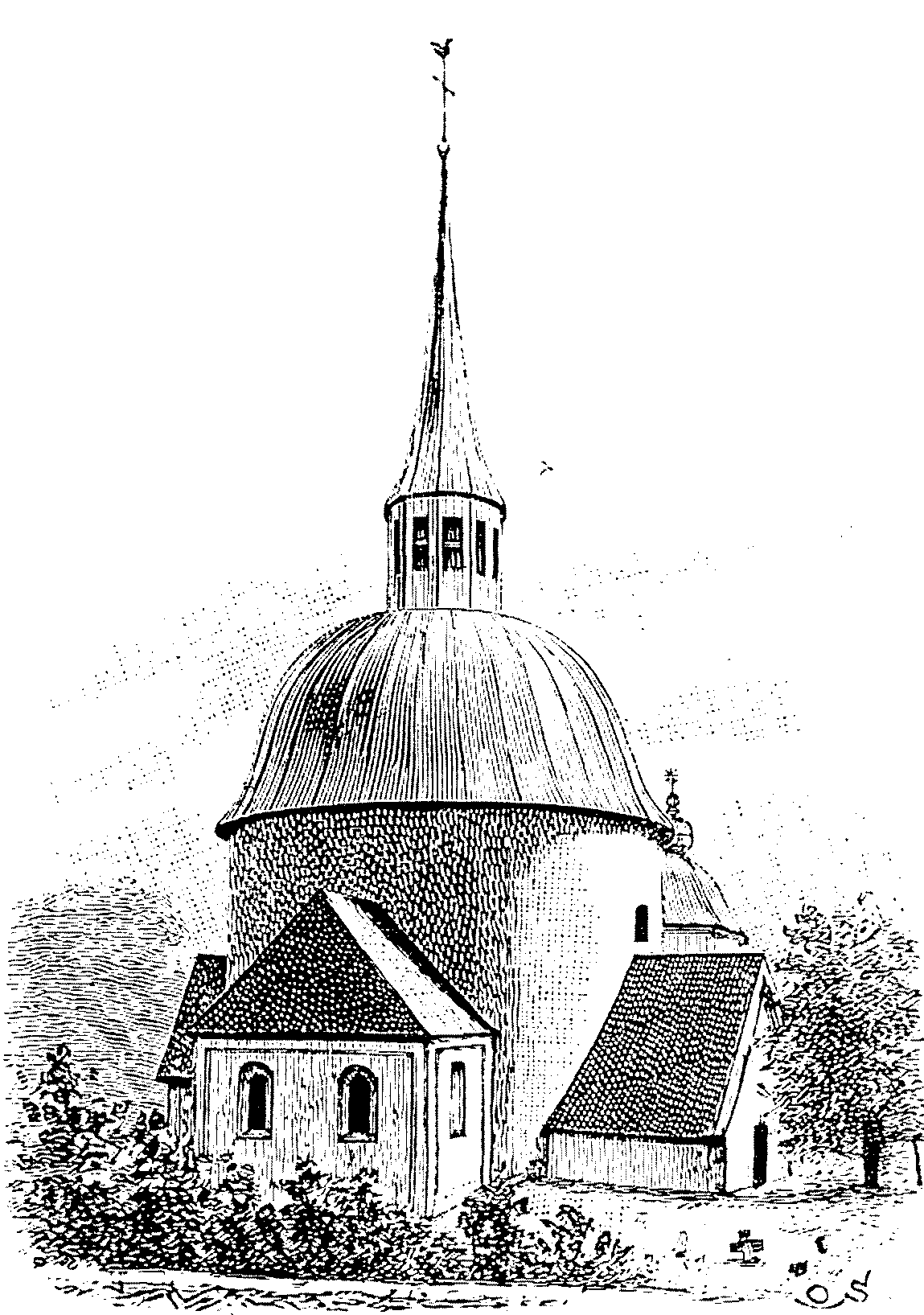
La iglesia redonda del siglo XII en el año 1874.